# Libro de Dede Korkut

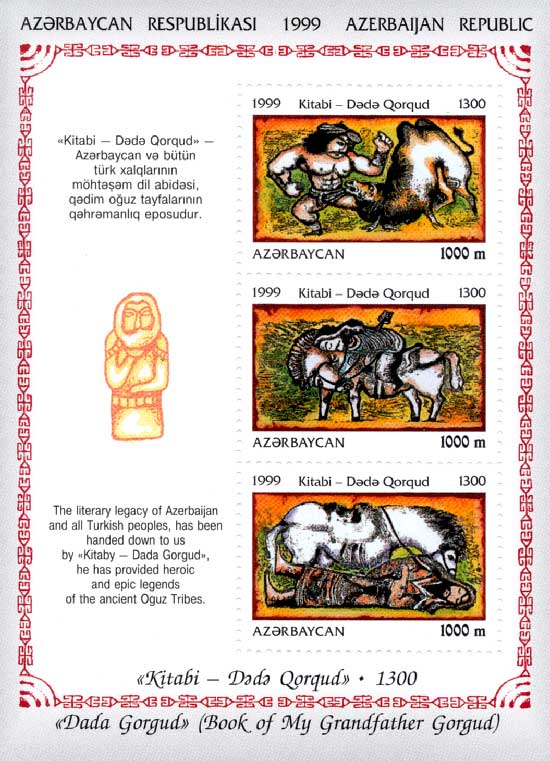
1300 aniversario del libro de Dede Korkut

El Libro de Dede Korkut es la epopeya más famosa de los Turcos Oğuz. Es una colección inestimable de epopeyas e historias, testimonio vivo de la lengua, el estilo de vida, las religiones, tradiciones y normas sociales de los turcos Oguz en Azerbaiyán, Turquía y Asia Central. El Libro de Dede Korkut fue declarado obra literaria del año 2000 por la Unesco.
La literatura turca de los Turcos Oguz incluye asimismo el Oguznama y las epopeyas de Köroğlu que son la parte de la historia de la literatura de los azerbaiyanos, los turcos de Turquía y turcomanos.
Еn 2018 la сultura épica, leyendas y músicas tradicionales vinculadas a la epopeya de Dede Qorqud/Korkyt Ata/Dede Korkut fueron  inscritas en la Lista Representativa del Patrimonio Cultural Inmaterial de la Humanidad (Azerbaiyán, Kazajistán y Turquía)․

## Origen y sinopsis de la epopeya
Dede Korkut es un Dastan heroico (leyenda), también conocido como Oghuz-nameh entre los oughuz turcos, que comienza en Asia Central, continúa en Anatolia e Irán, y centra la mayor parte de su acción en el Cáucaso azerbaiyano. Según Barthold, "no es posible suponer que este dastan podría haber sido escrito en cualquier lugar menos en el Cáucaso".
Para los pueblos túrquicos, especialmente las personas que se identifican como Oghuz, es el principal depositario de la identidad étnica, la historia, las costumbres y los sistemas de valores de los pueblos túrquicos a lo largo de la historia. Conmemora las luchas por la libertad en un momento en que los turcos Oghuz eran un pueblo de pastoreo, aunque "está claro que las historias se pusieron en su forma actual en un momento en que el descenso de los turcos de Oghuz ya no se consideraba a sí mismo como Oghuz" Desde mediados del siglo X, el término 'Oghuz' fue gradualmente suplantado entre los turcos por 'Turcoman' (turcomano); este proceso se completó a principios del siglo XIII. Los turcomanos eran aquellos turcos, principalmente pero no exclusivamente Oghuz, que habían abrazado el islam y habían comenzado a llevar una vida más sedentaria que sus antepasados. En el siglo XIV, una federación de Oghuz, o, como se los denominó en este momento, miembros de la tribu Turcoman, que se llamaban a sí mismos Ak-koyunlu, estableció una dinastía que gobernaba el este de Turquía, Azerbaiyán, Irak y el oeste de Irán.

## Contenido
Las doce historias que componen la mayor parte del trabajo fueron escritas después de que los turcos se convirtieron al islam, y los héroes a menudo son retratados como buenos musulmanes, mientras que los villanos son referidos como infieles, pero también hay muchas referencias al precursor de los turcos. Magia islámica El personaje Dede Korkut, es decir, el "abuelo Korkut", es un adivino y bardo ampliamente reconocido, y sirve para relacionar las historias, y el decimotercer capítulo del libro compila los dichos que se le atribuyen. "En los dastans, Dede Korkut aparece como el aksakal [literalmente 'barba blanca', el respetado anciano], el consejero o sabio, que resuelve las dificultades que enfrentan los miembros de la tribu ... Entre la población, los respetados aksakals son sabios y saben cómo resolver problemas; entre ashiks [recitadores de dastans] generalmente se les llama dede [abuelo]. En el pasado, este término designaba ancianos respetados de las tribus, y ahora se usa dentro de las familias; en muchas localidades de Azerbaiyán, reemplaza a ata [ancestro] o padre]. "El historiador Rashid-al-Din Hamadani (muerto en 1318) dice que Dede Korkut era una persona real y vivió durante 295 años; que apareció en la época del gobernante Oghuz Inal Syr Yavkuy Khan, por quien fue enviado como embajador ante el Profeta; que se hizo musulmán; que dio consejos al Gran Khan del Oghuz, asistió a la elección del Gran Khan y dio nombres a los niños.
Las historias hablan de guerreros y batallas y probablemente estén basadas en los conflictos entre los Oghuz y los Pechenegs y Kipchaks. Muchos elementos de la historia son familiares para aquellos versados en la tradición literaria occidental. Por ejemplo, la historia de un monstruo llamado "Goggle-eye" Tepegoz tiene suficiente parecido con el encuentro con el Cíclope en la Odisea de Homero que se cree que ha sido influenciado por la epopeya griega o que tiene una raíz antigua anatolia común. El libro también describe con gran detalle las diversas actividades deportivas de los antiguos pueblos turcos: "Dede Korkut (1000-1300) se refiere claramente a ciertas actividades físicas y juegos. En la descripción de Dede Korkut, las habilidades atléticas de los turcos, tanto hombres como mujeres, fueron descritos como "de primer nivel", especialmente en equitación, tiro con arco, cirit (lanzamiento de jabalina), lucha libre y polo, que se consideran deportes nacionales turcos ".